# Umetna inteligenca v Sloveniji
Slovenski znanstveniki aktivno prispevajo k raziskavam in razvoju na področju umetne inteligence.

## Začetki
Raziskave umetne inteligence v Sloveniji so se začele okrog leta 1972 na Institutu "Jožef Stefan" v Ljubljani, nekoliko kasneje pa tudi na takratni Fakulteti za elektrotehniko Univerze v Ljubljani. Na Institutu "Jožef Stefan" je bila leta 1979 ustanovljena Skupina za umetno inteligenco, ki se je 1985 preimenovala v Laboratorij za umetno inteligenco. Na Fakulteti za elektrotehniko je bil ustanovljen laboratorij z enakim imenom leta 1981. Oba laboratorija je vodil akademik prof. Ivan Bratko in sta tesno sodelovala. Laboratorija sta postopoma prerasla v več raziskovalnih odsekov na Institutu "Jožef Stefan" in več raziskovalnih laboratorijev, ki delujejo v okviru Katedre za umetno inteligenco na Fakulteti za računalništvo in informatiko Univerze v Ljubljani. Podobni laboratoriji in centri so se razvili tudi na večini slovenskih univerz, nekaterih raziskovalnih institutih in nekaterih podjetjih, predvsem tistih s področja računalništva ter informacijsko-komunikacijskih tehnologij.

## Organizacije
Po podatkih SICRIS (Informacijski sistem o raziskovalni dejavnosti v Sloveniji) v Sloveniji deluje okrog 30 raziskovalnih organizacij, katerih delo sega na področje umetne inteligence. Med temi so najbolj aktivne:
- Institut "Jožef Stefan":
  - Laboratorij za umetno inteligenco
  - Odsek za tehnologije znanja
  - Odsek za inteligentne sisteme
- Univerza v Ljubljani:
  - Fakulteta za računalništvo in informatiko v Ljubljani:
    - Laboratorij za umetno inteligenco
    - Laboratorij za kognitivno modeliranje
    - Laboratorij za bioinformatiko

  - Fakulteta za elektrotehniko v Ljubljani:
    - Laboratorij za strojno inteligenco
- Univerza v Mariboru:
  - Fakulteta za elektrotehniko, računalništvo in informatiko v Mariboru
  - Fakulteta za strojništvo v Mariboru
  - Fakulteta za organizacijske vede v Kranju
- Univerza v Novi Gorici
- Kemijski inštitut

Slovenski raziskovalci in uporabniki umetne inteligence delujejo v okviru Slovenskega društva za umetno inteligenco (SLAIS).

## Področja
Prve raziskave umetne inteligence v Sloveniji so se ukvarjale z algoritmi hevrističnega preiskovanja, predvsem v povezavi z računalniškim igranjem šaha. Delo se je kasneje razširilo na področja, kot so: strojno učenje, predstavitev znanja, ekspertni sistemi, računalniška podpora pri odločanju, kvalitativno sklepanje in kombinatorična optimizacija. Razviti so bili algoritmi, metode in računalniški programi, ki so kmalu pokazali svojo uporabnost na različnih področjih, od strojništva do medicine. Najbolj znana programa iz osemdesetih let sta bila Assistant Professional za strojno učenje in DEX za večparametrsko odločanje. Nadaljnji razvoj je prinesel sisteme, kot so GINESYS, RETIS, LINUS in m-FOIL, ki so realizirali različne pristope k strojnemu učenju: atributno učenje, učenje regresijskih dreves in induktivno logično programiranje.
V devetdesetih letih 20. stoletja so se, kakor povsod po svetu, tudi v Sloveniji raziskave umetne inteligence razširile in razvejale na številna podpodročja. Med njimi so danes najbolj razvita:
- strojno učenje
- ekspertni sistemi in predstavitve znanja
- induktivno logično programiranje
- inteligentni sistemi in inteligentni agenti
- evolucijsko računanje in genetski algoritmi
- sistemi za podporo pri odločanju in odločitveno modeliranje
- jezikovne tehnologije in sinteza govora
- kognitivno modeliranje
- analiza podatkov in podatkovno rudarjenje (tudi rudarjenje besedil, spleta in multimedijskih podatkov)
- semantične tehnologije
- upravljanje z znanjem

## Dosežki

### Knjige
Slovenski avtorji so napisali oziroma uredili številne knjige in zbornike s področja umetne inteligence:
- Ivan Bratko: Prolog Programming for Artificial Intelligence, Addison-Wesley, 1986; second edition 1990; third edition Addison-Wesley/Pearson Education 2001
- Ivan Bratko, Nada Lavrač (eds.): Progress in Machine Learning: Proc. 2nd European Working Session on Learning (EWSL 87), Bled 1987, Sigma, 1987
- Igor Kononenko, Nada Lavrač: Prolog Through Examples: A Practical Programming Guide, Sigma, 1988
- Ivan Bratko, Igor Mozetič, Nada Lavrač: KARDIO - A Study in Deep and Qualitative Knowledge for Expert Systems, MIT Press, 1989
- Sašo Džeroski, Nada Lavrač: Inductive Logic Programming: Techniques and Applications, Ellis Horwood, 1994
- Nada Lavrač, Stefan Wrobel (eds.): Machine Learning: Proc. of the 8th European Conference on Machine Learning, Heraclion, Crete, Springer, 1995
- Nada Lavrač (ed.): Računalniska analiza medicinskih podatkov, Zbornik, Bled 1995, IJS Scientific Publishing, 1995
- Nada Lavrač, Elpida Keravnou, Blaž Zupan (eds.): Proc. of the First Int. Workshop on Intelligent Data Analysis in Medicine and Pharmacology (IDAMAP-96), Budapest, 1996
- Nada Lavrač, Sašo Džeroski (eds.): Inductive Logic Programming': Proc. of the 7th Int. Workshop, Prague, Springer, 1997
- Nada Lavrač, Elpida Keravnou, Blaž Zupan: Intelligent Data Analysis in Medicine and Pharmacology, Kluwer Academic Publishers, 1997
- Ryszard S. Michalski, Ivan Bratko, Miroslav Kubat (eds.): Machine Learning and Data Mining: Methods and Applications, Wiley, 1998
- Ivan Bratko, Sašo Džeroski (eds.): Machine Learning: Proc. 16th Int. Conference, Bled 1999, Morgan Kaufmann, 1999
- Sašo Džeroski, Peter Flach (eds.): Inductive Logic Programming: Proc. 9th Int. Workshop ILP-99, Bled 1999, Springer, 1999
- James Cussens, Sašo Džeroski (eds.): Learning Language in Logic, Springer, 2000
- Nada Lavrač, Silvia Miksch, Branko Kavšek (eds.): Proceedings of the Fifth International Workshop on Intelligent Data Analysis in Medicine and Pharmacology (IDAMAP-2000), 2000
- Sašo Džeroski, Nada Lavrač (eds.): Relational Data Mining, Springer, 2001
- Matjaž Gams: Weak intelligence: Through the principle and paradox of multiple knowledge, Nova Science, 2001
- Eva Jereb, Marko Bohanec, Vladislav Rajkovič: DEXi - Računalniški program za večparametrsko odločanje, Založba Moderna organizacija, 2003
- Nada Lavrač, Dragan Gamberger, Hendrik Blockeel, Ljupčo Todorovski (eds.): 'Machine Learning: Proceedings of the 14th European Conference on Machine Learning, Springer, 2003
- Nada Lavrač, Dragan Gamberger, Hendrik Blockeel, Ljupčo Todorovski (eds.): Knowledge Discovery in Databases: Proceedings of the 7th European Conference on Principles and Practice of Knowledge Discovery in Databases, Springer, 2003
- Dunja Mladenić, Nada Lavrač, Marko Bohanec, Stephen Moyle (eds.): Data Mining and Decision Support: Integration and Collaboration, Kluwer Academic Publishers, 2003
- Igor Kononenko: Strojno učenje, Univerza v Ljubljani, Fakulteta za računalništvo in informatiko, 2005
- Craig Saunders, Marko Grobelnik, Steve Gunn, John Shawe-Taylor (eds.): Subspace, Latent Structure and Feature Selection: Statistical and Optimization Perspectives Workshop, SLSFS 2005 Bohinj, Springer 2005, Springer, 2006
- Ljupčo Todorovski, Nada Lavrač, Klaus P. Jantke (eds.): Discovery Science (Proc. 9th Int. Conf. DS 2006, Barcelona, Spain), Springer, 2006
- Markus Ackermann, Bettina Berendt, Marko Grobelnik, Dunja Mladenić et al. (eds.): Semantics, Web and Mining: Joint Int. Workshop, EWMF 2005 / KDO 2005, Porto, Portugal Springer, 2007
- Michael R. Berthold, John Shawe-Taylor, Nada Lavrač (eds.): Advances in Intelligent Data Analysis VII (Proc. 7th Int. Symposium on Intelligent Data Analysis, IDA 2007, Ljubljana, Slovenia), Springer, 2007
- Marko Bohanec: Odločanje in modeli, DMFA založništvo, 2007
- Sašo Džeroski, Ljupčo Todorovski (eds.): Computational Discovery of Scientific Knowledge, Springer, 2007
- Sašo Džeroski, Jam Struyf (eds.): Knowledge Discovery in Inductive Databases: 5th Int. Workshop KDID 2006, Berlin, Springer, 2007
- Nikola Guid, Damjan Strnad: Umetna inteligenca, Univerza v Mariboru, Fakulteta za elektrotehniko, računalništvo in informatiko, 2007
- Igor Kononenko, Matjaž Kukar: Machine learning and data mining: Introduction to principles and algorithms, Horwood Publishing, 2007
- John Davies, Marko Grobelnik, Dunja Mladenić (eds.): Semantic Knowledge Management: Integrating Ontology Management, Knowledge Discovery, and Human Language Technologies, Springer, 2008
- Andrej Ule, Olga Markič, Urban Kordeš (ur.): Konteksti odločanja, Aristej, 2010

### Programska oprema
Slovenski raziskovalci so razvili veliko uporabnih računalniških programov s področja umetne inteligence:
| Leto | Ime                    | Opis                                                 | Zunanja povezava                          |
| ---- | ---------------------- | ---------------------------------------------------- | ----------------------------------------- |
| 1986 | Asistent 86            | Strojno učenje odločitvenih dreves                   |                                           |
| 1986 | PROLIB                 | Knjižnica predikatov v jeziku Prolog                 |                                           |
| 1986 | EXPRO                  | Lupina ekspertnega sistema                           |                                           |
| 1987 | Assistant Professional | Program za strojno učenje odločitvenih dreves        |                                           |
| 1987 | GINESYS                | Strojno učenje                                       |                                           |
| 1989 | REFLOG                 | "Reflective Prolog"                                  |                                           |
| 1989 | DEX                    | Večparametrsko odločanje                             |                                           |
| 1994 | LINUS (LAI)            | Induktivno logično programiranje z omejitvami        | [ mrtva povezava ]                        |
| 1991 | RETIS                  | Strojno učenje regresijskih dreves                   | Arhivirano 2007-06-23 na Wayback Machine. |
| 1991 | m-FOIL                 | Induktivno logično programiranje                     | [ mrtva povezava ]                        |
| 1992 | MARKUS                 | Induktivno logično programiranje                     |                                           |
| 1993 | LAGRANGE               | Odkrivanje enačb                                     |                                           |
| 1993 | GOLDHORN               | Odkrivanje enačb                                     |                                           |
| 1994 | GPDD                   | Evolucijski algoritem                                |                                           |
| 1994 | GOLDING, CIOP          | Večstrateško učenje                                  |                                           |
| 1994 | DYSYS                  | Vedenjsko kloniranje                                 |                                           |
| 1995 | FORS                   | Regresijsko učenje prvega reda                       |                                           |
| 1996 | Ptah                   | Analiza bakterijske odpornosti                       |                                           |
| 1996 | EMA                    | Inteligentni zaposlitveni agent                      |                                           |
| 1997 | HINT                   | Hierarhična indukcija, učenje hierarhičnih modelov   |                                           |
| 1997 | LAGRAMGE               | Odkrivanje enačb                                     |                                           |
| 2000 | Govorec                | Sistem za slovensko govorjenje računalniških besedil | Arhivirano 2007-08-21 na Wayback Machine. |
| 2000 | DEXi                   | Večparametrsko odločitveno modeliranje               |                                           |
| 2000 | PADLES                 | Odkrivanje parcialnih diferencialnih enačb           |                                           |
| 2001 | ShinA                  | Nakupovalni agent                                    |                                           |
| 2003 | RSD                    | Relacijsko iskanje podskupin                         | Arhivirano 2007-03-01 na Wayback Machine. |
| 2003 | GenePath               | Inteligentni asistent za genetsko analizo            |                                           |
| 2004 | Orange                 | Sistem za podatkovno rudarjenje                      |                                           |
| 2004 | CIPER                  | Gradnja polinomskih enačb z omejitvami               |                                           |
| 2004 | Text-Garden            | Orodja za rudarjenje besedil                         |                                           |
| 2005 | OntoGen                | ontologij]]                                          | Arhivirano 2010-03-30 na Wayback Machine. |
| 2005 | Document Atlas         | Vizualizacija korpusov besedil                       | Arhivirano 2010-02-25 na Wayback Machine. |
| 2005 | proDEX                 | Kvalitativno verjetnostno večparametrsko modeliranje |                                           |
| 2005 | SearchPoint            | Iskanje in razvrščanje spletnih dokumentov           | Arhivirano 2011-08-26 na Wayback Machine. |
| 2007 | SEGS                   | Iskanje množic diferencialno izraženih genov         |                                           |
| 2009 | Enrycher               | Storitve za izločanje znanja iz besedil              | Arhivirano 2010-11-25 na Wayback Machine. |
| 2009 | dictyExpress           | Analiza izražanja genov                              |                                           |

### Portali in spletne storitve
Spletne strani in storitve slovenskih (so)avtorjev:
| Ime                | Opis                                              | Zunanja povezava |
| ------------------ | ------------------------------------------------- | ---------------- |
| Videolectures      | Portal video izobraževalnih vsebin                |                  |
| IST-World          | Portal informacij o informacijski družbi v Evropi |                  |
| nl.ijs.si services | Storitve s področja jezikovnih tehnologij         |                  |